# Gildardo Magaña

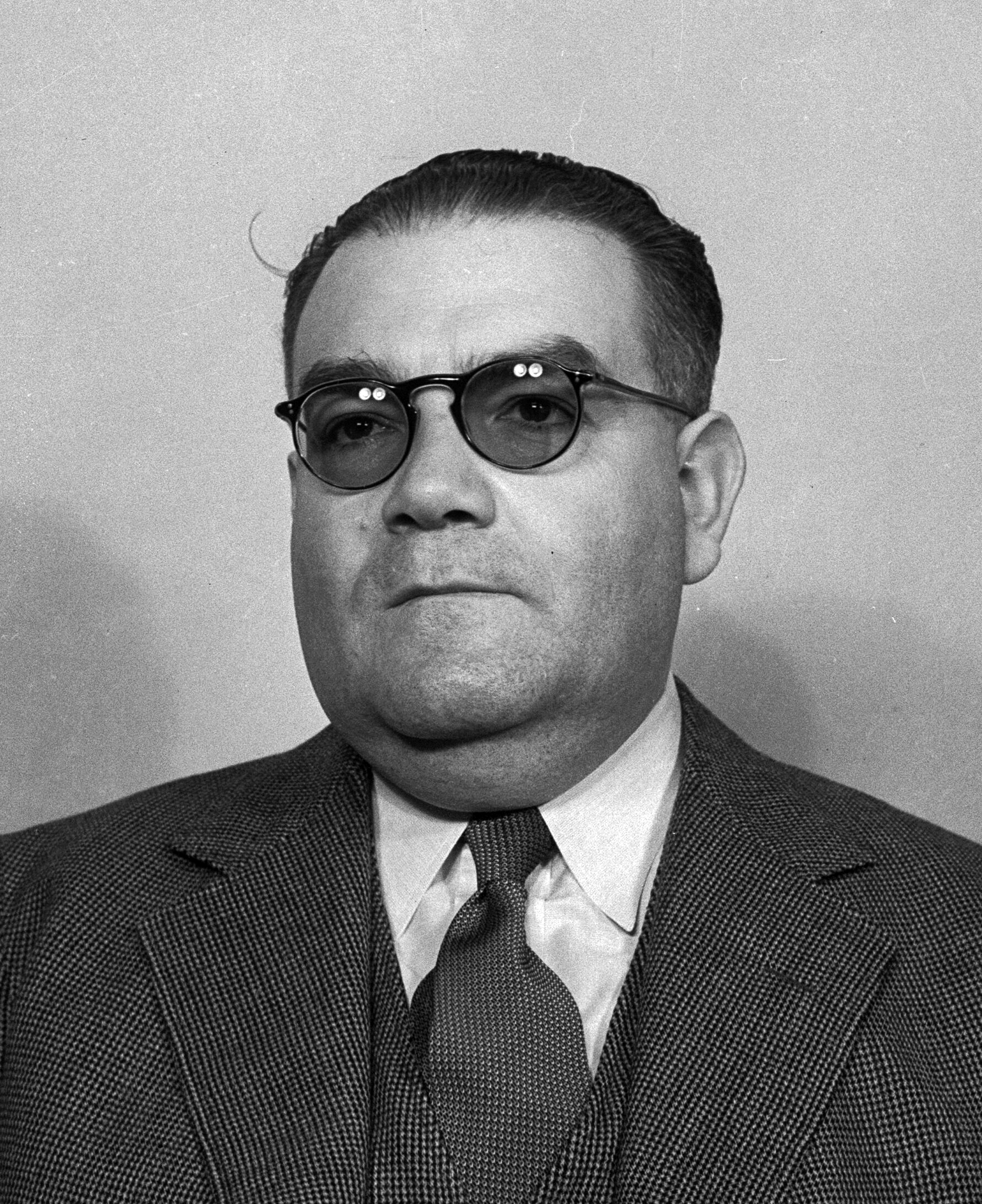
Gildardo Magaña

Gildardo Magaña (* 7. März 1891 in Zamora de Hidalgo, Mexiko; † 13. Dezember 1939 in Mexiko-Stadt) war ein mexikanischer Autor, Politiker, Revolutionär und Anarchosyndikalist.

## Leben
Gildardo Magaña hatte elf Geschwister. In Philadelphia (USA) besuchte er das Temple–College und reiste 1908 zurück nach Mexiko, wo er in Mexiko-Stadt wohnte. Dort bekam er für einige Monate eine Anstellung als Buchhalter bei der Firma „Rojas & Taboada“. In Mexiko-Stadt machte er Bekanntschaft mit Anarchosyndikalisten und Anarchisten, die in Opposition zu dem Diktator Porfirio Díaz standen. 1909 schloss er sich der Partido Nacional Antirreeleccionista (PNA) an, einer mexikanischen politischen Partei, die 1909 von F. I. Madero gegründet wurde. Nach dem Ausbruch der Mexikanischen Revolution führte er in Tacubaya, einem Stadtteil in Mexiko-Stadt, ein Komplott gegen Diaz, das jedoch frühzeitig entdeckt wurde. Magaña flüchtete in den Bundesstaat Morelos und schloss sich den Revolutionären von Emiliano Zapata (den „Zapatisten“) an. Nachdem Francisco Madero als Präsident gewählt worden war, leitete Magaña eine Gruppe der „Zapatisten“ für Unterhandlungen zwischen Zapata und Madero. Kurz darauf wurde er verhaftet und kam im Gefängnis mit Pancho Villa zusammen, den er Lesen und Schreiben lehrte. Auch informierte er ihn über die sozialistische und anarchistische Ideenwelt und über Zapatas Plan von Ayala. Nach der Ermordung von Madero wurde Victoriano Huerta Präsident und Magaña kehrte nach seiner Freilassung aus dem Gefängnis zu Zapata zurück und setzte seinen Widerstand gegen die „neue Diktatur“ fort. Nach dem Fall von Huerta wurde er einer von Zapatas Abgeordneten bei der Convención de Aguascalientes, einem Kongress zur Zeit der mexikanischen Revolution, 1916 war er kurze Zeit als Abgeordneter im Innenministerium Secretaría de Gobernación.
Da die Truppen der Convención de Aguascalientes sich nicht lange halten konnten, beteiligte sich Magaña am bewaffneten Widerstand, als Brigadegeneral führte er die Befreiungsarmee von Zapata an. Im Jahr 1919 wurde Zapata ermordet und Magaña von den „Zapatisten“ als Nachfolger gewählt. „Nach Zapatas Tod nimmt der diplomatisch sehr geschickt agierende Gildardo Magaña (1891–1939; er soll als Vertreter der Zapatisten 1911 Pancho Villa das Schreiben beigebracht haben) dessen Rolle ein und unterstützt General Obregon am erfolgreichen Umsturz Carranzas 1920. Viele Zapatistenvertreter werden in den darauffolgenden Jahren und Jahrzehnten wichtige Regierungsämter übernehmen können. […] Am 1.1.1994 erhebt sich das Volk im südmexikanischem Bundesstaat Chiapas unter dem Namen „Zapatistische Armee der nationalen Befreiung“ (EZLN). Der Rest liegt nicht zuletzt auch an uns.“
Eine durch Adolfo de la Huerta angebotene Amnestie wurde von den Zapatisten akzeptiert, worauf Magaña zum Divisionsgeneral der mexikanischen Armee ernannt wurde. In den 1920er Jahren leitete er verschiedene Organisationen, die Zapatas Ideen zu realisieren versuchten. 1935 ernannte der neue Präsident Lázaro Cárdenas del Río, der die unterschiedlichen Strömungen der Partido Nacional Revolucionario („Nationale Revolutionspartei“, PNR) vereinte, Magaña zum Gouverneur von Baja California. Als Magaña im Jahr 1939 starb, war er Gouverneur des Bundesstaates Michoacán.

## Werke (Auswahl)
- Emiliano Zapata y el agrarismo en México. Publisher: Comisión Nacional para las Celebraciones del 175 Aniversario de la Independencia Nacional y 75 Aniversario de la Revolución Mexicana. Mexiko-Stadt, 1985 (Reprint). ISBN 968-80527-8-7
- Gildardo Magaña: breves datos biográficos. Publisher: Sría. Gral. del Centro Nal. Orientador Pro Magaña.
- Así nació la División del Norte Publisher: SEP/Conasupo, Mexico 1980
- Valentín López González, Titel: „La toma de Cuernavaca ... forma parte del libro 'Emiliano Zapata y el agrarismo en México' y es el capítulo X de dicha obra“. Publisher: Cuernavaca, Morelos: Instituto Estatal de Documentación de Morelos, 2001

## Weiterführende Literatur
- John Womack: Zapata and the Mexican revolution, Vintage 1968.
- Valentín López González, Los Compañeros de Zapata. Seite 122 bis 127. Ediciones del Gobierno del Estado Libre y Soberano de Morelos edición. México, 1980.
- Jason Wehling: Anarchist Influences on the Mexican Revolution. Online verfügbar.
- Lowell L. Blaisdell, The Desert Revolution: Baja California, 1911. Madison: The University of Wisconsin Press, 1962.